# گوتاو
گوتاو (به آلمانی: Guttau) یک منطقهٔ مسکونی در آلمان است که در Malschwitz واقع شده‌است. گوتاو ۱٬۵۸۱ نفر جمعیت دارد.